# Johann Gottlieb Aurbach
Johann Gottlieb Aurbach (* 11. Februar 1707 in Langensalza; † 3. Juni 1782 in Voigtstedt) war ein markgräflich-brandenburgischer Amtsrat und königlich-polnischer und kurfürstlich-sächsischer bestallter Amtmann des in der Grafschaft Mansfeld gelegenen Sequestrationsamts Artern sowie Rittergutsbesitzer.

## Leben
Er stammte aus einer ursprünglich in Langensalza ansässigen Familie und zog frühzeitig nach Quedlinburg, wo sein Vater Johann Christoph Aurbach Hofrat und Kanzleidirektors des Stifts Quedlinburg wurde. Seine Mutter war Anna Catharina Aurbach geborene Honfeisten. Diese zog nach dem Tod seines Vaters 1739 nach Neuhaldensleben in den Großen Hof, den der Vater käuflich erworben hatte.
Sein Bruder war der Kauf- und Handelsmann Anton Wilhelm Aurbach in Magdeburg. Daneben hatte er noch mehrere Schwestern.
Als junger Mann hielt er anlässlich des 5-jährigen Regierungsjubiläums der Quedlinburger Äbtissin Maria Elisabeth im Jahre 1723 eine Rede.
1747 erwarb Johann Gottlieb Aurbach vom Kanzleidirektor Johann Christoph Schmidt dessen Rittergut in Voigtstedt. Da Aurbach nach zwei Ehen ohne männliche Lehnserben 1782 starb, fiel dieses Gut an die nächsten Mitbelehnten. In diesem Fall wären es die beiden Söhne des 1781 verstorbenen Kanzleidirektors Schmidt, namentlich Hofrat Heinrich Wilhelm Schmidt und Dr. Gottlob Friedrich Schmidt gewesen. Doch hatte Aurbach noch zu Lebzeiten – allerdings ohne Konsens des Landesherrns – sein Gut im Jahre 1776 für 14.000 Taler an seinen Schwiegersohn, den Hauptmann Christian Julius von Laue, verkauft. 1783 einigten sich die beiden Schmidt-Brüder mit den Aurbach-Erben und von Laue vertraglich, das Letzterer das Gut in Voigtstedt übernimmt.
Testamentarisch hatte er seine Witwe Theodora Christina Maria Aurbach als Erbin seines gesamten Nachlasses eingesetzt. Dazu zählte auch die im Amt Voigtstedt gelegene Mühle als freies Erbgut.
Der Schwiegersohn Johann Christian Julius Lau hatte bei seiner Erhebung in den Reichsadelsstand 1762 ein geviertes Wappen verliehen bekommen, das im ersten Feld Spaten und Gabel wie im Aurbach-Wappen, jedoch mit anderen Farben, enthält.